# Elektronická brána
Pojem elektronická brána značí obecně vstupní nebo výstupní část elektronické periferie. Pomocí brány dochází k přenosu vstupně výstupní informace z elektronického zařízení. Samotná brána může být libovolně široká v závislosti na počtu přenášených signálů a může být ovládána třístavovou logikou. Brány jsou vstupní a výstupní v závislosti na směru, kterým přenášenou informaci distribuují. 
Brány mohou být tvořeny tranzistory, Relé, Integrovanými obvody a nebo jejich kombinacemi v závislosti na signálu, který přenášejí, případně napětí a proudu.